# Monte Ceneri
Monte Ceneri es un paso de montaña en el cantón de Ticino en Suiza. Conecta la llanura de Magadino y el valle del río Vedeggio a través de los Prealpes de Lugano a una altitud de 554 metros sobre el nivel del mar. Al hacerlo, proporciona la ruta más directa entre las ciudades de Bellinzona y Lugano. A pesar de su nombre, Monte Ceneri es el punto más bajo de la cresta entre Monte Tamaro (1962 m s. n. m.) y Camoghè (2228 m s. n. m.). El paso está situado en el municipio de Monteceneri y en el distrito de Lugano.
Se han excavado dos túneles debajo del Monte Ceneri, un túnel de carretera para la autopista A2 y un túnel ferroviario para el ferrocarril de San Gotardo. Un nuevo túnel ferroviario, el Túnel de Base Ceneri, se abrió en 2020, y conecta Camorino cerca de Bellinzona y Vezia cerca de Lugano.
La mayor parte de Ticino, que se encuentra al norte de Monte Ceneri e incluye el valle del río Ticino y las ciudades de Bellinzona y Locarno, a menudo se conoce como Sopraceneri (por encima del Ceneri). La parte más pequeña al sur, que incluye Lugano, Mendrisio y Chiasso, toma el nombre de Sottoceneri (debajo del Ceneri).